# Ida Bobach
Ida Bobach, född 30 juli 1991 i Silkeborg är en dansk orienterare som tog silver på medeldistansen vid VM 2011 samt på medeldistans och stafett 2014. Vid VM 2015 tog hon guld i stafett och långdistans. I junior-VM vann hon totalt tolv medaljer varav sju guld under perioden 2008–2011.